# گراند پوپو، بنین
گراند پوپو (به فرانسوی: Grand Popo) شهری در استان مونو واقع در کشور بنین است که در سال ۱۹۹۲ میلادی k.A. نفر جمعیت داشته و جمعیت آن در سال ۲۰۰۵ میلادی به ۹٬۸۴۷ نفر رسیده‌است.